# Ребейр-Пашвиц, Хуберт фон
Хуберт фон Ребейр-Пашвиц (нем. Hubert von Rebeur-Paschwitz) — германский контр-адмирал (1912 год) времён Первой мировой войны, с августа 1917 года командовал объединёнными болгаро-турецкими военно-морскими силами, сменив на этом посту Вильгельма Сушона. Командовал германскими кораблями в бою при Имбросе 20 января 1918 года.